# Хранислав Ракић
Хранислав Ракић (Печењевце, 7. март 1928 - Лесковац, 1. март 2023. године) био је музејски и педагошки саветник, дугогодишњи директор Народног музеја у Лесковцу и дугогодишњи председник СУБНОР-а.

## Биографија
Основну школу завршио је у родном Печењевцу, Вишу мешовиту гимназију у Лесковцу, а 1955. године је дипломирао историју на Филозофском факултету у Скопљу. 
Био је члан СКОЈ-а и КПЈ од 1944. године и учесник НОП-а. Радио је као професор у Сијарињској Бањи и Вишој мешовитој гимназији у Лесковцу. Од јануара 1960. до пензионисања 1993. године био је запослен у Народном музеју у Лесковцу. 
Бавио се педагошким и научним радом. Његови радови су објављивани у Нишком зборнику, Нашем стварању, Врањском гласнику, Власотиначком зборнику, Нашој речи, Новој Нашој речи, зборницима народних хероја Југославије, Енциклопедији српске историографије, Лесковачком зборнику чији је један од оснивача и уредник у периоду од 1961. до 1964. године.
За свој рад добио је више признања међу којима су Медаља за изванредне резултате у развитку Лесковца, Орден рада са сребрним венцем, Орден рада са златним венцем, Златна значка КПЗ Србије, Плакета савезног одбора СУБНОР-а, Орден заслуге за народ са сребрном петокраком звездом, Захвалница Удружења потомака ратника ослободилачких ратова Србије 1912-1920.